# Enyimba International FC
Enyimba International FC je nigerijský fotbalový klub hrající ligu Globacon Premier League, což je nejvyšší nigerijská liga. Velkým rivalem týmu je Akwa United FC. Enyimba FC sídlí ve městě Aba. Byl založen roku 1976 a bojuje na domácím stadionu Enyimba International Stadium s kapacitou 20 000 míst. Přezdívají se People's Elephant, tedy Lidští sloni. Trenér je Deboy Ekweronu a předsedou týmu se stal Felix Anyansi Agwu. Jejich barvy jsou bílá a modrá, což odpovídá jejich dresům.

## Tituly
- Nigerijská liga: 7

2001, 2002, 2003, 2005, 2007, 2010, 2015
- Nigerijský FA pohár: 4

2005, 2009, 2013, 2014
- Africká Liga mistrů: 2

2003, 2004

## Slavní hráči
- Sari Abacha
- Mutiu Adegoke
- Kola Ademola
- Garba Yaro-Yaro Ahmed
- Dele Aiyenugba
- Tony Alegbe
- Raphael Chukwu
- Eric Ejiofor
- Vincent Enyeama
- Victor Ezeji
- Joetex Asamoah Frimpong
- Benedict Idahor
- Kelechi Iheanacho
- Emmanuel Issah
- Obinna Nwaneri
- Chidi Nwanu
- Chukwudi Nwogu
- Victor Obinna
- James Obiorah
- Mouri Ogunbiyi
- Pascal Ojigwe
- Jonas Oketola
- Onyekachi Okonkwo
- Isaac Okoronkwo
- Romanus Orjinta
- Sunday Rotimi
- Duke Udi
- Uche Kalu
- Bob Usim